# Grand Prix Hassan II 2000
Grand Prix Hassan II 2000 — тенісний турнір, що проходив на ґрунтових кортах у місті Касабланка, Марокко з 10 квітня . Належав до категорії ATP International Series.

## Фінальна частина

### Одиночний розряд
Фернандо Вісенте —  Себастьян Грожан 6–4, 4–6, 7–6(7–3)

### Парний розряд
Арно Клеман /  Себастьян Грожан —  Ларс Бургсмюллер /  Ендрю Пейнтер 7–6(7–4), 6–2